# Ibn al-Sīd al-Batalyawsī
Abū Muḥammad ʿAbd Allāh Ibn al-Ṣīd al-Baṭalyawsī, también escrito Ibn Assid o Abenasid (Silves, Taifa de Badajoz, 1052 o 1053-Valencia, 1127) fue un ulema andalusí, célebre gramático y filósofo, destacado por su retórica. Es el primer filósofo islámico de Occidente cuyas obras han sobrevivido.

## Biografía
Aunque conocido como "de Badajoz", al-Maqari afirma que ese nación en Silves. Fue educado por maestros pacenses, en el contexto de la taifa aftasí de Badajoz. Posteriormente a la conquista almorávide de la ciudad de Badajoz también estuvo radicado en Teruel (c. 1110), Toledo, Zaragoza y Valencia, donde falleció en 1127.
Destacó por la defensa del poeta toledano Abú I al Waqqasi, acusado de infidelidad al plantear los dilemas entre razón y revelación. Ibn al Sid tomó en su defensa al poeta, alegando la tradición oriental de vincular ciencia y filosofía, demostrando solo la superioridad metodológica de la primera, además de establecer que la segunda mantiene la cohesión de la sociedad al determinar qué filósofo tiene razón.

## Contenido filosófico
Su doctrina es neopitagórica, con influencias del neoplatonismo de Alfarabi y de Avempace. Durante su vida viajó por todo Al-Ándalus visitando las distintas escuelas filosóficas de la península, pasó por Albarracín, Toledo, Zaragoza y Valencia.
Tiene un concepto intelectualista de Dios donde destaca la idea de un Dios como inteligencia pura, el cual es modelo de todo conocimiento. Así el conocimiento de las cosas es una aproximación al conocimiento que posee Dios y al conocimiento de Dios mismo. El alma humana, por tanto, se gradúa según los estadios de conocimiento, desde la ignorancia al conocimiento de Dios. Los grados de realidad son para él, por tanto, paralelos a los grados de perfección. La creación para Abenalsid se desarrolló a base de emanaciones de conocimiento divino desde la absoluta unidad del Ser Supremo.

## Obras
- Libro de los Cercos (Kitāb al-hadā'iq)
- Libro de las cuestiones (Kitāb al-masā'il)
- Libro de la improvisación (Kitāb al-iqtidāb fi sarh adad al-kuttāb)
- Aviso acerca de las causas de las discrepancias de opinión en el Islam (Al-insāf fi al-tanbīb 'alā' al-asbāb al-mūyiba liijtilāf al-umma)